# Edwin Ysebaert
Edwin Ysebaert (Gent, 1 augustus 1960 – Ronse, 6 december 2024) was een Belgisch radio- en televisiemaker en journalist. Hij was vooral bekend van het radio- en televisieprogramma Het Eenzame Hartenbureau (EHBO).

## Radio, televisie en internet
Ysebaert maakte in 1983 tot 1988 een honderdtal interviews voor dertig lokale radio's onder de titel Een Geval Apart. In 1987 volgde hij Marcel Vanthilt op als gastheer van het programma Gestrikt van de Socialistische Omroep Maatschappij (SOM). In 1988 ging hij meewerken aan het BRT2-reisprogramma Visum van Fred Braeckman. Voor de vernieuwde Radio 2 maakte Ysebaert in 1990 Het Eenzame Hartenbureau, dat grote bekendheid kreeg in Vlaanderen.  Daarna maakte Ysebaert nog het eerste datingprogramma op de Vlaamse radio Wie Zoekt Die Vindt, opnieuw voor Radio 2. In 1996 nam Ysebaert ontslag bij de VRT.
In 2015 keerde Ysebaert terug bij Radio 2. Hij presenteerde, om nostalgische redenen, nog eenmaal Het Eenzame Hartenbureau. Tijdens de Gentse Feesten werkte hij twee weken voor Radio 2 Oost-Vlaanderen. In november 2015  werkte hij voor Radio 2 aan een immersive storytelling project dat op 21 maart 2015 via het internet gelanceerd werd onder de titel De Gelukzoekers. In april 2016 aanvaardde Ysebaert opnieuw een opdracht in het kader van immersive storytelling, dit keer voor de Vlaamse politieke partij N-VA. Dat project kreeg de titel Mensenmaat. Zijn opdracht bestond erin om alle N-VA ministers een meer menselijk gelaat te geven. De afleveringen met Theo Francken en Jan Jambon werden nooit online gebracht omdat beide ministers weigerden om over hun persoonlijk leven te vertellen.
In 2020 maakte Ysebaert een comeback met Het Eenzame Hartenbureau op de televisiezender MENT TV.

## Muziek
In 2000 presenteerde Ysebaert Liefde voor het mooie, een album van de Vlaamse zangeres Ann Christy. Dit album bevatte enkele onuitgegeven liedjes. Hij kondigde in datzelfde jaar ook een huldeconcert voor Christy aan, dat op de valreep niet doorging. In 2003 oordeelde de Gentse rechtbank van koophandel dat het faillissement van Topiek, het bedrijfje van Ysebaert dat dit huldeconcert organiseerde, uitgelokt was door boekhoudkundige malversaties van derden. Daarop besliste de rechtbank samen met de procureur des Konings dat Ysebaert alle activa terug kreeg die in Topiek zaten. In 2005 bracht Ysebaert samen met V2 Records opnieuw een album van Ann Christy uit onder de titel Ik deed alsof het mij niet raakte. Daarop stonden opnieuw zeven onuitgegeven liedjes die voortkwamen uit de musical Midzomernachtdroom, een productie van het Mechels Miniatuur Teater uit 1977.

## Verdere carrière
Vanaf 2007 werkte Ysebaert voor het Vlaamse weekblad Dag Allemaal. Vanaf augustus 2012 werkte Ysebaert voor de weekendbijlagen van Het Laatste Nieuws. Daar verzorgde hij een wekelijke bijdrage onder de titel Wat ik meekreeg van thuis, een reeks over normen en waarden binnen het familieleven. Daarna verzorgde Ysebaert onder andere de rubriek BV kijkt TV in de weekendbijlage van Het Laatste Nieuws. Vanaf 2015 concentreerde hij zich volledig op immersive storytelling voor het internet.

## Kritiek
In een interview met het weekblad Humo in 1994 toonde televisiemaker Bob Davidse zijn onbegrip over het verschijnsel emo-televisie, waarvan Ysebaert zichzelf als de Vlaamse pionier zag. "Ik begrijp niet waarom de VRT die man dat heeft laten doen", aldus Davidse. Ysebaert antwoordde daarop dat hij veel respect had voor Nonkel Bob, maar dat Davidse in een andere tijdzone leefde.
In 2000 schreef Ysebaert een open brief aan de Belgische koning Albert II. Hij klaagde daarin dat de VRT-radio een door hem uitgebrachte single van Ann Christy zou boycotten en vroeg de hulp van de koning om "het Vlaamse radiolandschap te bevrijden".
Toen het televisieprogramma Man bijt hond de brief aanhaalde in de aankondiging van de rubriek De Babbelbox, reageerde Ysebaert met een persmededeling als zouden de makers "geen respect voor de koning" hebben.
Het format van Het Eenzame Hartenbureau werd in 2001 geparodieerd in de Boemerang-sketch van het satirische Woestijnvis-programma In de gloria.
In 2008 riep Ysebaert de VRT in de pers op om geen fragmenten van Het Eenzame Hartenbureau meer te tonen, omdat deze hem zouden "remmen in zijn persoonlijk en sociaal leven". De VRT honoreerde de vraag van Ysebaert en jarenlang zaten die beelden achter slot en grendel.

## Persoonlijk
Ysebaert overleed op 6 december 2024 op 64-jarige leeftijd.
Huidig (anno 2022):
Luc Appermont · Cara Cobbaert · Anja Daems · Sandra Deakin · Karolien Debecker · Kim Debrie · Peter De Groot · Lars De Groote · Guy De Pré · Chris Dusauchoit · Dirk Ghijs · Peter Hermans · Wouter Landuyt · Filip Ledaine · Daan Masset · Caren Meynen · Sven Pichal · Marc Pinte · Harald Scheerlinck · Siska Schoeters · Benjamien Schollaert · Showbizz Bart · Sharon Slegers · Jo Van Damme · Niels Vandeloo · Sonny Vanderheyden · Cathérine Vandoorne · Christel Van Dyck · Ruben Van Gucht · Iris Van Hoof · Vanessa Vanhove · Britt Van Marsenille · David Van Ooteghem · Peter Verhulst · Dirk Vlaeyen · Pascal Vranckx · Albrecht Wauters
Voormalig:
Luk Alloo · Johan Anthierens · Nand Baert · Erik Baeyens · Wim Bary · Jos Baudewijn · Flor Berckenbosch · Marcel Beerten · Wilfried Bertels · Marc Brillouet · Els Broeckmans · Fred Brouwers · Edwin Brys · Ro Burms · Walter Capiau · Annemie Coppieters · Harry Creemers · Karel Daerden · Christoff · Conny De Boos · Hein Decaluwé · Jessie De Caluwe · Jo met de Banjo · Gust De Coster · Martin De Jonghe · Paula De Meulder · Els De Vuyst · Frank Dingenen · Michel Follet · Jacky Geerts · Jos Ghysen · Margriet Hermans · Irene Houben · Michel Ilsen · Rita Jaenen · Chris Jonckers · Tante Kaat · Luk de Laat · Jo Leemans · Leki · Kathy Lindekens · Kris Luyten · Micha Marah · Betty Mellaerts · Kaat Mendonck · Freek Neirynck · Line Ooms · Sven Ornelis · Katrien Palmers · Gerard Pollet · Julien Put · Hugo Raspoet · Niko Reynaert · Luk Saffloer · Karel Segers · Lennart Segers · Lutgart Simoens · Rudi Sinia · Dirk Somers · Dré Steemans · Jan Theys · Gene Thomas · Wiet Van Broeckhoven · Marc Van den Hoof · Dieter Vandepitte · Karin Van den Berghe · Thomas Van der Spiegel · Kurt Van Eeghem · Wim Van Gansbeke · Els Van Herzeele · Ilse Van Hoecke · Bert Van Molle · Jan Van Rompaey · Paula Van Wilder · Louis Verbeeck · Karel Vereertbruggen · Herwig Verhovert · Luc Verschueren · Johan Verstreken · Tom Vossen · Eddy Wally · Niels William · Edwin Ysebaert · Zaki